# Машиностроение Азербайджана
Машиностроение Азербайджана — отрасль промышленности Азербайджана специализирующаяся на производстве различного оборудования. Основные отрасли машиностроения в Азербайджане: судостроение, автомобилестроение, авиастроение, сельскохозяйственное машиностроение, электротехническое машиностроение, радиотехническое и автоматическое оборудование.

## История
Зарождение отрасли машиностроения в Азербайджане связано с началом добычи нефти в 1848 году. В 1858 году был построен первый промышленный завод по переработке металлов. В 1859 году сдан в эксплуатацию первый нефтеперерабатывающий завод. В период с 1911 по 1913 год на территории Азербайджана действовало 12 машиностроительных заводов.
В начале Первой мировой войны в Баку и его окрестностях действовало 127 механических и металлообрабатывающих предприятий.
В ходе индустриализации в 1930-е годы количество промышленных предприятий было увеличено.
После начала Великой Отечественной войны производство в значительной степени было переориентировано на выпуск вооружения, боеприпасов и иной продукции военного назначения. Кроме того, на территорию Азербайджанской ССР были эвакуированы предприятия из западных областей СССР.
В период СССР до 70% производства всего оборудования по добыче нефти и газа, а также ремонту скважин приходилось на машиностроительные заводы "Электросталь".

## Современный период
Указом Президента АР 22 марта 2001 года было создано ОАО «Азнефтехиммаш». В состав ОАО «Азнефтехиммаш» входит 10 заводов, специализирующихся на производстве геологоразведочного, нефтегазового и бурового оборудования. Сюда входят такие заводы как Бакинский завод нефтяного машиностроения TASC, машиностроительный завод «Бакинский рабочий» TASC, Сураханский машиностроительный завод TASC, Забратский машиностроительный завод TASC, машиностроительный завод имени Б. Сардарова, Балаханинский машиностроительный завод, а также Сабаильский машиностроительный завод.
Действует группа компаний «СТП» («STP»), которая включает в себя заводы электронного оборудования, цинкования и кабельный завод. Группой компаний осуществляется производство оптических кабелей, медных и алюминиевых стержней, кабелей для скважинных насосов, платежных терминалов, дизель-генераторов, кабельных каналов. Компанией также осуществляется сборка прицепов и полуприцепов, автомобильных прицепов, самосвалов, кранов.

## Бакинский завод нефтяного машиностроения
Бакинский нефтяной машиностроительный завод был основан в 2011 году в результате слияния «Машиностроительного завода имени Саттархана», «Бакинского нефтедобывающего машиностроительного завода», а также «Бакинского промышленного завода». В основную сферу производства входит производство оборудования по добычи нефти и газа, а также по ремонту скважин. Завод состоит из 5 цехов и одной лаборатории.

## Машиностроительный завод "Бакинский Рабочий"
Машиностроительный завод «Бакинский рабочий» был основан в 1900 году, а позднее был объединён с машиностроительным заводом «Кешле». Завод специализируется на производстве оборудования, инструментов и запасных частей для нефтегазовой и нефтехимической промышленности. Сюда входит такое оборудование как буровые станки, подъемные краны и нефтедобывающее оборудование. Данный завод экспортирует оборудование в Казахстан. Деятельность завода делится на 5 этапов:
1. Начальный этап с момента создания до включения Азербайджана в Советский Союз. Для данного периода деятельности завода характерен подход максимальной прибыли при минимальных затратах.
2. Второй этап охватывает 1920-1941 года. Этап характеризуются усовершенствованием техники машиностроения для выхода на мировой рынок.
3. Третий этап относится к периоду Великой Отечественной войны, и характеризуется выпуском военного оборудования.
4. Четвертый этап характеризуется восстановлением профильной промышленности, ее усовершенствованием и выпуском.
5. Пятый этап берет свое начало с момента независимости Азербайджанской Республики и действует по сей день.

## Сураханский машиностроительный завод
В 1923 году было начато строительство Сураханский машиностроительного завода. Спустя 2 года основные здания завода были сданы в эксплуатацию. После запуска, первым произведённым оборудованием стали скважинные глубинные насосы. На данный момент завод специализируется на производстве нефтедобывающего оборудования, как для внутреннего рынка, так и для стран СНГ. Выпускаемый сегмент представлен следующими видами нефтедобывающего оборудования: комплекс скважинных управляемых клапанов-отсекателей , штанговые скважинные насосы, пакеры, скважинные камеры, а также скважинное газлифтное оборудование.

## Машиностроительный завод имени Б.Сардарова
Машиностроительный Завод имени Б. Сардарова был основан в 1926 году. В период Советского Союза завод являлся одним из основных поставщиков нефтегазового оборудования для стран Союза. В производство завода входит следующее оборудование: кран-блок, поворотный кран, кран монтажный прицепной, вибрационный сит,  агрегаты  для подготовительных работ при ремонте скважин, насосно-компрессорные и бурильные трубы и так далее. На данный момент завод является одним из крупнейших производителей оборудования нефтегазового машиностроения. Оборудование помимо внутреннего рынка экспортируется по сей день в страны СНГ, а также в другие Азиатские страны.

## Забратский машиностроительный завод
Забратский машиностроительный завод был учреждён  в 1922 году. Основная часть производства направлена на создание оборудования для буровых работ. В производимую заводом продукцию входит: установки для подачи масла и горючего материала двигателям, подъемники для механизированного подъема вышек, буровые вышки, основания для буровых вышек, металлоконструкции, траверсы для линий электропроводов, автомобильные и железнодорожные цистерны различных объемов для перевозки горючих материалов так далее.

## Азермаш
24 сентября 2017 года на территории Нефтечалинского промышленного квартала начал деятельность совместный автомобильный завод ОАО «Азермаш[азерб.]» и «Iran Khodro». Мощность предприятия составляет 10 000 автомобилей в год. 25 % в совместном предприятии принадлежит «Iran Khodro». На заводе планируется производить автомобили моделей «Runna», «Samand», «Soren», «Dena», «Peugeot-206», «Peugeot-207», «Renault-Tondar», «Renault-Pickup». На сентябрь 2017 года продано 4 000 автомобилей.  

## Производство оборудования
В 2023 году в Азербайджане произведено 804 силовых трансформатора, в 2024 году — 1 132 силовых трансформатора.
В 2024 году в Азербайджане произведено электрооборудования на сумму 251,9 миллиона манат.